# پاوووویتسه (شهرستان لشنو)
پاوووویتسه (به لهستانی:  Pawłowice) یک روستا در لهستان است که در گمینا کژمینگوو واقع شده‌است. پاوووویتسه ۲٬۰۰۰ نفر جمعیت دارد.